# Saint-Georges-de-Reneins
Saint-Georges-de-Reneins è un comune francese di 4 273 abitanti situato nel dipartimento del Rodano della regione Alvernia-Rodano-Alpi.

## Società

### Evoluzione demografica
Abitanti censiti